# Vouvant
Vouvant là một xã ở tỉnh Vendée trong vùng Pays de la Loire, Pháp. Xã này có diện tích 20,2 kilômét vuông, dân số năm 2006 là 789 người. Xã này nằm ở khu vực có độ cao trung bình 78 mét trên mực nước biển.
Danh xưng dân địa phương trong tiếng Pháp là Vouvantais.

## Biến động dân số
| 1962                                        | 1968 | 1975 | 1982 | 1990 | 1999 | 2006 |
| ------------------------------------------- | ---- | ---- | ---- | ---- | ---- | ---- |
| 864                                         | 935  | 835  | 777  | 829  | 867  | 789  |
| Số liệu từ năm1962: Dân số không tính trùng |      |      |      |      |      |      |